# Catocala angusi
Catocala angusi ist ein in Nordamerika vorkommender Schmetterling (Nachtfalter) aus der Familie der Eulenfalter (Noctuidae). Das Artepitheton ehrt den amerikanischen Entomologen James Angus, der die Art entdeckte.

## Merkmale
Die Falter erreichen eine Flügelspannweite von 60 bis 74 Millimetern. Die Farbe der Vorderflügeloberseite variiert von aschgrau über bläulich grau bis hin zu schwarzgrau und ist bei der typischen Form dunkelbraun marmoriert. Innere und äußere Querlinie sind schwarz und stark gezackt. Ring- und Nierenmakel sind oftmals undeutlich ausgebildet. Bei der als forma lucetta bezeichneten Farbvariante erstreckt sich zusätzlich ein schwarzer Streifen von der Flügelwurzel bis zum Außenrand. Die Hinterflügeloberseite ist zeichnungslos schwarzbraun.

## Verbreitung und Lebensraum
Catocala angusi kommt in den östlichen und mittleren Regionen Nordamerikas verbreitet bis lokal vor. Die Art besiedelt in erster Linie Laubwälder.

## Lebensweise
Die nachtaktiven, univoltinen Falter sind zwischen Juli und Oktober anzutreffen. Sie besuchen künstliche Lichtquellen und Köder. Die Raupen ernähren sich von den Blättern verschiedener Hickoryarten (Carya). Zuweilen kann sie an Pekannussbäumen (Carya illinoinensis) schädlich auftreten. Die Art überwintert im Eistadium.